# Escuela Militar de Chorrillos (fútbol)
La Escuela Militar de Chorrillos o simplemente EMCH, tenía un equipo de fútbol perteneciente al Distrito de Chorrillos, se fundó en 1904 (equipo formado por la institución del mismo nombre). Actualmente el equipo se encuentra desafiliado. 

## Historia
La Escuela Militar de Chorrillos o simplemente EMCH, tenía un equipo de fútbol perteneciente al Distrito de Chorrillos , se fundó en 1904 (equipo formado por la institución del mismo nombre); donde participó en el primer campeonato de la Liga Peruana de Football en 1912.
Su primer y único oficial partido fue frente al organizador del campeonato Miraflores Sporting Club (Miraflores SC); donde perdió 0 - 2. Luego de esa derrota; la Escuela Militar de Chorrillos decidió retirarse del campeonato (tanto como el de 1.ª y 2.ª División). En 1928, el club jugó la final contra la Escuela Naval por 2 - 0, en el estadio nacional y se coronó campeón de la Copa Presidente de la República.  
Sin embargo ocurrió un resurgimiento. La Escuela Militar de Chorrillos está participando en la Liga Universitaria de Fútbol, un torneo entre universidades e instituciones privadas y públicas; donde subió a la 1.ª Div. en 2009 (dónde fue campeón en la 2.ª Div.), participando el campeonato del 2010 y el 2011 fue protagonista del torneo logrando el subcampeonato (perdiendo en la final contra Universidad César Vallejo por 0 -3 ). En la temporada 2013 perdió la categoría y actualmente está participando en la División Ascenso 2014 de Lima Metropolitana. En la fase 1 de la temporada 2015 logró campeonar la División Ascenso al derrotar Universidad San Marcos por 2 -1 y accediendo a la División Honor de la misma temporada.
Actualmente sigue participando en esta Liga organizada por FEDUP, IPD y Ministerio de Educación. Aún no se ha afiliado a la Liga Distrital de Chorrillos. Para que el EMCH retorna al balompié peruano, tendrá que iniciar desde la Tercera División de la Liga Distrital de Chorrillos, ir ascendiendo hasta la 1.ª de Chorrillos y lograr clasificar a la Interligas y demás etapas de la Copa Perú. Adicionalmente el equipo, también participa en torneos inter institutos armados y organizados por Federación Deportiva Militar (FEDEMILPE).
Para la temporada 2017, el equipo de fútbol de la Escuela Militar de Chorrillos, no se presentó a participar en la liga universitaria.

## Uniforme Titular
- Uniforme titular: Camiseta blanca, short negreo y medias blancas.
- Uniforme alternativo 1: Camiseta blanca, short negro y medias negras.
- Uniforme alternativo 2: Camiseta negra con franja roja, short negro y medias blancas.

### Liga Universitaria
- Temporada 2009 - 2015
  - Polo: blanco
  - Short: negro
  - Medias: blancas

| Titular 1 | Titular 2 | Titular 3 | Titular 4 | Titular 5 |  |

### Campeonatos Castrenses
| Titular 1 | Titular 2 | Alterno 1 | Alterno 2 | Titular 3 | Alterno 3 |

## Palmarés

### Torneos Regionales
- Copa Presidente de la República de 1928: Campeón.

## Liga Peruana de Football
- Temporada 1912

## Liga Universitaria
- Campeón Segunda División (2): 2010, 2015.
- Subcampeón Segunda División Serie A : 2015.
- Subcampeón Primera División (1): 2011.

## Rivalidades
Antes de la creación de la Liga Peruana de Football, el equipo participó en torneos entre instituciones educativas y luego entre campeonatos organizados por equipos del Callao o de Lima. Se enfrentó a equipos como: Club Estrella, Club Sportivo de la Escuela Técnica de Comercio, Sport Convictorio Peruano, Atlético Pardo, Sportivo Alianza, Atlético Chalaco, Atlético Unión, Escuela de Artes y Oficios y entre otros equipos contemporáneos.
Actualmente en la Liga Universitaria de Fútbol tiene rivalidades con la Universidad Católica, Universidad César Vallejo, Universidad San Marcos, Universidad Peruana de Ciencias Aplicadas, Universidad Alas Peruanas, Universidad Ricardo Palma, EOFAP, ESOFAP, EOPNP entre otras instituciones.

## Enlaces
- Tesis Difusión del Fútbol en Lima
- Efemérides 1928
- Liga Universitaria de Fútbol
- Liga Univ.
- Galería
- EMCH vs UPCI
- EMCH VS U.VALLEJO
- Liga 2011
- Liga 2010
- Anécdotas 2013
- Génesis del Balompié Peruano
- El inicio
- 100 años

- Datos: Q5838706